# Agenville
Agenville – miejscowość i gmina we Francji, w regionie Hauts-de-France, w departamencie Somma.
Według danych na rok 2011 gminę zamieszkiwało 111 osób, a gęstość zaludnienia wynosiła 34 osoby/km² (wśród 2293 gmin Pikardii Agenville plasuje się na 913. miejscu pod względem liczby ludności, natomiast pod względem powierzchni na miejscu 1026.).